# Planar (gráfico)
Em computação gráfica, planar é o método de representar cores de pixels com vários bitplanos de memória RAM. Cada bit num bitplano está relacionado a um pixel da tela. Diferentemente dos gráficos chunk, highcolor ou truecolor, os dados completos para um pixel individual não estão numa locação específica da RAM, mas espalhados pelos bitplanos que constituem o display.
Por exemplo, num display chunk, cada byte representa um pixel. Três pixels numa linha serão armazenados da forma como se segue, onde até 256 cores diferentes estão disponíveis:
Byte 0: 00000000 = Pixel preto

Byte 1: 00000001 = Pixel azul

Byte 2: 00000010 = Pixel verde

Por outro lado, o armazenamento de dados planares poderia usar 2 bitplanos, provendo um display de 4 cores:
Uma linha de 8 pixels pretos:

Plano 0, Byte 0:   00000000

Plano 1, Byte 0:   00000000

Uma linha com 1 pixel azul, 2 pixels pretos, 1 pixel verde, 4 pixels pretos:

Plano 0, Byte 0:   10000000

Plano 1, Byte 0:   00010000

Acrescentar um terceiro plano disponibilizaria 23=8 cores. Onde menos de 256 cores são necessárias, gráficos planares economizam RAM, em comparação com gráficos chunk. Exemplo: para exibir 8 cores usando 3 bitplanos, de forma que cada pixel possui 3 bits designados para ele em vez de 8, reduz os requisitos de memória e largura de banda em 62,5%. Esta economia era mais significativa na década de 1980 e início dos anos 1990 quando RAM rápida era cara e a maioria dos gráficos de computador exibiam menos de 256 cores.
Uma desvantagem dos gráficos planares é que mais ciclos de endereçamento de RAM eram necessários para rolagem de tela e animações, embora estas operações possam ser tornadas mais rápidas por meio de hardware dedicado.